# Маргарета фон Брауншвайг-Люнебург (1534–1596)
Вижте пояснителната страница за други личности с името Маргарета фон Брауншвайг-Люнебург.
Маргарета фон Брауншвайг-Люнебург (на немски: Margarethe von Braunschweig-Lüneburg * 12 юли 1534; † 24 септември 1596 в Марбург) от род Велфи е принцеса от Брауншвайг и Люнебург и Люнебург и чрез женитба графиня на Мансфелд-Хинтерорт.
Тя е дъщеря на херцог Ернст I фон Брауншвайг-Люнебург (1497 – 1546) и съпругата му София фон Мекленбург-Шверин (1508 – 1541), дъщеря на херцог Хайнрих V фон Мекленбург (1479 – 1552) и Урсула фон Бранденбург (1488 – 1510).

## Фамилия
Маргарета се омъжва на 14 август 1559 г. за граф Йохан фон Мансфелд-Хинтерорт (1526 – 1567), четвъртият син на граф Албрехт VII фон Мансфелд-Хинтерорт (1480 – 1560) и съпругата му Анна фон Хонщайн-Клетенберг (ок. 1490 – 1559). Тя е втората му съпруга. Те имат децата: 
- Йохан (Ханс) Георг († 14 септември 1560)
- Ернст VI (IV) (1561 – 1609), граф на Мансфелд-Хинтерорт, женен I. 1589 г. за графиня Юлиана фон Залм-Кирбург-Пютлинген (1551 – 1607); II. на 22 септември 1608 г. за графиня Анна Сибила фон Вартенберг
- Анна София (1562 – 1601), омъжена на 19 март 1589 г. в замък Бургбрайтунген за граф Херман Адолф фон Золмс-Хоензолмс (1545 – 1613)
- Фридрих Кристоф (1564 – 1631), граф на Мансфелд-Хинтерорт, женен ок. 1610 г. за Агнес фон Еверщайн–Масов (1584 – 1626)
- Елизабет (ок. 1565 – 1596), омъжена на 23 ноември 1591 г. във Винер Нойщат за херцог Йохан Ернст фон Саксония-Кобург-Айзенах (1566 – 1638)
- Мария (1567 – 1625/1635), омъжена I. на 10 май 1563 г. в Щутгарт за ландграф Лудвиг IV фон Хесен-Марбург (1537 – 1604); II. 1611 г. за граф Филип V фон Мансфелд-Фордерорт (1589 – 1657)